# Landesverkehrsverband Westfalen
Der Landesverkehrsverband Westfalen e.V. war der touristische Dachverband für Westfalen von 1907 bis 2001, bis er durch den heutigen landesweiten Verein Tourismus NRW ersetzt wurde. Seine Aufgabe war es, Westfalen als Tourismusstandort zu entwickeln sowie die Städte gebündelt gegenüber der Direktion der Eisenbahn zu vertreten.

## Geschichte

### Bis 1945
Der Landesverkehrsverband Westfalen e.V. wurde am 16. November 1907 auf Initiative des Dortmunder Verkehrsvereins noch unter dem Namen „Verband Westfälischer Verkehrsvereine“ gegründet. Im Laufe der Zeit wurde der Name mehrmals geändert:
- 1910 in Verband der Verkehrsvereine Westfalens und angrenzender Gebiete
- 1918 in Westfälischer Verkehrsverband
- 1936 in Landesfremdenverkehrsverband
- 1947 in Landesverkehrsverband Westfalen

Dem Zusammenschluss auf regionaler Ebene gingen dabei die Gründungen von Verkehrsvereinen in einzelnen Städten, in Dortmund 1904, und auf Reichsebene der „Bund deutscher Verkehrsvereine“ voraus.
In den ersten Jahren nach der Gründung, zur Zeit des Deutschen Kaiserreiches, hatte der Verband die Aufgabe, Informationsmaterial zu Verkehrs- und Zugverbindungen bereitzustellen, den Streckenausbau, Ausflugs- und Erholungsgebiete zu bewerben, das Ankurbeln des Ausländerreiseverkehrs sowie das Bemühen reduzierter Preise für Sonder- und Ferienzüge und ermäßigter Sonntagsfahrkarten für die nähere Umgebung durchzusetzen. Der Nahverkehr sorgte des Weiteren öfter für Spannungen zwischen kommunalen Interessen und der staatlichen Eisenbahn. Die Bemühungen wurden 1914 jedoch durch den Beginn des Ersten Weltkrieges unterbrochen. Dies dauerte auch während des Krieges, der ersten Nachkriegszeit und der Besetzung des Ruhrgebiets von Anfang 1923 bis 1925 an.
1925 nahm der Verein dann seine Arbeit wieder auf. Neben den anderen vorherigen Aufgaben musste sich vor allem darum gekümmert werden, die Zugverbindungen an Wochenenden zu den Großstätten zu verbessern. Hier war das Ziel, sowohl mehr als auch spätere Fahrten anbieten zu können.
Im Ausland wurde vor allem in den Niederlanden mit Plakaten, Presseanzeigen und Prospekten geworben. Hauptanliegen waren jedoch weiterhin die Ferienmöglichkeiten der nahe lebenden Bevölkerung und der Freizeit- und Naherholungsaspekt. Aufgrund der seit 1918 zum Teil verbesserten Freizeitsituation der Menschen weitete der Verband seine Zielgruppe aus und begann, Angebote für alle Bevölkerungsgruppen bereitzustellen.
Anfang der 1930er Jahre, mit dem Beginn der Wirtschaftskrise, wurde sich jedoch wieder mehr auf die kaufkräftigere Mittelschicht konzentriert. Auch die Werbekampagnen veränderten sich. So sollten neben den üblichen Inhalten wie Ruhe, Erholung, Wälder, Berge, Täler und Stauseen auch besondere Aktivitäten und Unterhaltung beworben werden.
Mit dem Beginn der Machtübernahme der Nationalsozialisten wurde der Westfälische Verkehrsverband im Juni 1933 zu einem der 25 Landesverkehrsverbände des Deutschen Reiches.
Neben den bisherigen Inhalten der Themenpalette, wie die Einsetzung von günstigen Fernreisen nach Süd- und Norddeutschland, die Förderung des Naherholungsverkehrs zu Talsperren und Wintersportplätzen und Verhandlungen mit der Reichsbahn, wurde eine stärkere Gemeinschaftswerbung von Städten für kulturelle Veranstaltungen gefördert. Dies diente auch dazu, die Touristen zu einem längeren Aufenthalt zu bewegen. Die Werbemaßnahmen wurden durch weitere Methoden wie Werbefilme, Radiosendungen, Städtekataloge, Autoreiseführer und der Werbezeitschrift „Westfalen im Bild“ verstärkt.
Insgesamt waren die Bemühungen recht erfolgreich. So stiegen die Übernachtungszahlen in den westfälischen Tourismusgemeinden von 3,6 Mio. 1936 auf ca. 5,3 Mio. 1938. Dabei sank allerdings die Nachfrage aus dem Ausland. Ende der 1930er Jahre wurde die Tourismusförderung jedoch immer weiter eingeschränkt, bis sie mit dem Beginn des Zweiten Weltkrieges fast völlig eingestellt wurde.

### Ab 1945
Anfang 1947 gab die Militärregierung den Verband wieder frei und er konnte seine Arbeit wieder aufnehmen. Allerdings stand er vor dem Problem der niedrigen Bettenkapazität in Westfalen. Diese betrug 1948 nur knapp 40 % des Standes von 1938. Hauptgründe für den Rückgang waren hauptsächlich Kriegsschäden, Beschlagnahmungen und Enteignungen.
Insgesamt war die Anzahl der Urlauber in Westfalen zu Beginn der 1950er Jahre im Vergleich zur Zeit vor dem Zweiten Weltkrieg recht gering, was auf die Probleme der Nachkriegsjahre zurückzuführen ist. Dies änderte sich gegen Ende der 1950er Jahre. Die Zahl der Deutschen, die in den Urlaub fuhren, stieg massiv an. Seit 1951 war er auch neben dem Westfälischen Heimatbund Mitherausgeber der Zeitschrift „Westfalenspiegel“.
Jedoch kam es in den 1970er Jahren zu einem Strukturwandel in der Branche. Dieser war durch Abnahme der Beliebtheit des innerdeutschen Tourismus im Vergleich zur Zunahme des Ferntourismus gekennzeichnet. Der Verband hatte, anders als früher, nun starke Probleme, Westfalen als Urlaubsziel effektiv zu bewerben.
Die sich seit den 1970er Jahren zunehmend selbstständig machenden Verbandsgebiete und die Bemühungen der Regierung des Landes Nordrhein-Westfalen, die Landesverkehrsverbände Westfalen und Rheinland durch einen landesweiten Verband zu ersetzen, sorgten im September 2001 zur Auflösung des Landesverkehrsverbandes Westfalen.

## Aufbau
Geleitet wurde der Verband von einem Geschäftsführenden Vorstand. Er war in die vier Verbandsgebiete Sauerland/Siegerland/Wittgensteiner Land, Teutoburger Wald, Münsterland und (westfälisches) Industriegebiet aufgeteilt.
Fach- und Regionalausschüsse:
- Werbeausschuss
- Fachausschuss für Städtetourismus
- Verkehrsausschuss
- Ausschuss für Kultur- und Heimatpflege
- Gebietsausschuss Sauerland
- Gebietsausschuss Münsterland
- Gebietsausschuss Siegerland-Wittgenstein
- Gebietsausschuss Westfälisches Ruhrgebiet
- Minden-Ravensberger Land
- Gebietsausschuss Paderborn-Höxter
- Gebietsausschuss Osnabrücker Land